# Balete (Aklan)
Balete is een gemeente in de Filipijnse provincie Aklan in het noordwesten van het eiland Panay. Bij de laatste census in 2007 had de gemeente ruim 26 duizend inwoners.

## Geografie

### Bestuurlijke indeling
Balete is onderverdeeld in de volgende 10 barangays:
| - Aranas - Arcangel - Calizo - Cortes - Feliciano | - Fulgencio - Guanko - Morales - Oquendo - Poblacion |

## Demografie
Balete had bij de census van 2007 een inwoneraantal van 26.360 mensen. Dit zijn 2.744 mensen (11,6%) meer dan bij de vorige census van 2000. De gemiddelde jaarlijkse groei komt daarmee uit op 1,53%, hetgeen lager is dan het landelijk jaarlijks gemiddelde over deze periode (2,04%).